# Križevački štatuti
Križevački štatuti  su statuti iz Križevaca. Pisani su kajkavskim narječjem hrvatskog jezika.

## O Križevačkim štatutima
Predstavljaju najstarije i najpoznatije hrvatske vinsko-pajdaške regule. Žanrom su mješoviti. U njima se nalaze i dramski, lirski i retorički oblici. Prevladava usmenoknjiževna drama, folklorno kazalište.
Za razliku od srodnog Velikog rituala krštenja mošta koji se odnosi samo na Martinje, ovaj štatut važi tijekom cijele godine.
Križevački štatuti sadrže elemente koje odgovaraju teorijskim određenjima folklornog kazališta: sastavnice glume, tekstura te materijalni predmeti.
O slavi Križevačkih štatuta pisao je Antun Gustav Matoš (Još živu slavni Statuti).
Bitne osobe (pajdaši) ovih štatuta su stari pajdaši, mladi pajdaši, pajdašice, pridošlice. Dokument koji se mora voditi po ovim štatutima je hižni protokol. Dužnosnici su stoloravnatel (vidi domaća hiža i stol benefaktorov) i pomagači (činovnici, ašešori) oberfiškuš, fiškuš, popevač, čuturaš, barilonosec, peharnik, govoraš i vunbacitelj. Štatuti reguliraju pravila ponašanja prigodom domaćih proslava i veselica u krugu prijatelja ("spravišća" i "pajdaštva").

## Povijest
Jedni izvori navode da su iz 16. stoljeća.
Dvije su teze o izvorima Štatuta. Po jednoj ovi šaljivi dokument ima vrlo ozbiljnu osnovicu te tako predstavljaju važan pravnopovijesni dokument na hrvatskom jeziku. Okolnosti po ovoj tezi su bile ovakve: kraj oko važnog grada Križevaca bio je bogat vinogradima i klijetima. Kao takav privlačio je strance koji su se pridruživali veselicama koje su često imale tragičan svršetak, zbog čega su se domaći stanovnici često žalili, te je mjesni sudac morao uvesti pravila da bi stao na kraj izazivačima nereda.
Druga priča se poziva na 14. stoljeće i gašenje zavade križevačkih purgera i kalničkih "šljivara". Održana je velika pomirba u Križevcima uz veliko "spravišće" odnosno veselicu. Akcija je uspjela - zavađenici postaše trajno prijatelji i u trajnoj slozi. Trodnevna veselica je bila regulirana određenim pravilima, korijenima Križevačkih štatuta. Za te su se regule pobrinule tri osobe: križevački notarijuš, kalnički kaštelan i varoški sudec.
Cjelovito izdanje Križevačkih štatuta sabrao je, sastavio i priredio 1912. godine Zvonimir Pužar.
Danas se u Križevcima održava kulturno-povijesno-turistička manifestacija i tradicionalna pučka svečanost Križevačko veliko spravišče . Održava se u Križevcima od 1968. godine prvog vikenda u mjesecu lipnju. Temelji se na ovim štatutima.

## Osnovna pravila
1. Živa je istina kako vince razblažuje i razveseljuje čovjeka, da iz njega čini društvenjaka i veseljaka, a mnoge brige mu umanjuje i uljepšava[4]
2. Vino i svako žestoko piće ako se troši nerazumijevanjem i prekomjernošću ne samo truje i razara cio naš život, nego čini čovjeka nečovjekom i dovodi do mnogoga duševnoga i tjelesnoga zla...budimo prijatelji vesele pobratimske društvenosti, učvrščujmo staru hrvatsku gostoljubivost, ne tuđimo se od čestitoga i trijeznoga domaćega pajdaštva, ali bježimo kao od kuge od svake prekomjernosti koja ubija ozbiljan polet i zanos, a prouzrokuje mnogo zla[4]

## Izabrani odlomci
Glavni je "punktum" Nema veseloga horvackoga pajdaštva brez kupice vina.
- Križevački štatuti« jesu zakonska iz tisućletne navade izvirajuća, a od horvackih pradedov nasleduvana pravila za sako veselo pajdaštvo, koje se znajde pri kupici vina.[3]
- Križevački štatuti« imaju svoj začetek v slavnom varošu Križevcu, koji je varoš postal pokle leta 598., gda je bil strašni rat s divlaki od Obre, a koji se je varoš v celom svom živlenju odlikuval junačkim i domorodskim delima i bil jako preštiman v celom horvackom kralevstvu[3]
- Križevački štatuti« stvorjeni su iz srčne potrebe koja je vputila stare križevačke purgere, da za svoja vesela spravišća po zdravom i zrelom dospomenjku stvoriju štatut, koji imaju biti kak fundamentuš sakog reda i pravice[3]
- S »Križevačkih štatutov« vidi se veselački značaj starih Horvatov; oni su častna tradicija naših pradedov, koji su se v sakoj zgodi odlikuvali svojim družinskim živlenjem.[3]
- Po staroj horvatskoj šegi nemre biti veselog pajdaštva ili spravišća brez »Križevačkih štatutov«. Njim se moraju pokoravati i s njim se imaju posluživati vsi pajdaši i pajdašice pri veselom stolu. V onom pajdaštvu, koje zametavle »Križevačke štatute« nema mesta nijenom pravom horvackom domorodcu[3]

## Daljnja literatura
- Matica hrvatska  Arhivirana inačica izvorne stranice od 28. listopada 2007. (Wayback Machine) Gozbe i zdravice u hrvatskoj književnosti - Križevački štatuti od Marulića do Kaleba i Tadijanovića (Izbor), (prir. Stjepan Sučić), Matica hrvatska Ogranak Križevci, Križevci, 1994., ISBN 953-6298-00-7
- Petar Delić, Vlado Srimšek, Dragutin Zajc: Križevački štatuti, Turistički savez općine Križevci, 1973. na Google knjigama

## Vanjske poveznice
- Cedar-agro.hr Križevački štatuti, najznamenitije hrvatske vinsko-pajdaške regule. Obred krštenja mošta (prema starim Križevačkim zapisima)